# The Reward (film 1914)
The Reward è un cortometraggio muto del 1914. Il nome del regista non viene riportato nei credit del film interpretato da Edgar Jones e Louise Huff.

## Produzione
Il film fu prodotto dalla Lubin Manufacturing Company.

## Distribuzione
Distribuito dalla General Film Company, il film - un cortometraggio in una bobina - uscì nelle sale cinematografiche USA il 14 febbraio 1914.